# الرجل الذي أطلق النار على ليبرتي فالنس
الرجل الذي أطلق النار على ليبرتي فالنس هو فيلم وسترن أمريكي صدر عام 1962 بالأبيض والأسود للمخرج جون فورد وبطولة جيمس ستيوارت وجون وين ومشاركة لي مارفين. يعتبر الفيلم من أهم أفلام المخرج فورد، وأحد أهم أدوار الممثل جون وين.

## ملخص القصة
يقدم السيناتور رانسون (جيمس ستيوارت) مع زوجته هولي (فيرا مايلز) إلى البلدة ليحضروا عزاء شخص اسمه توم دونوفن (جون وين). أثار قدوم السيناتور المفاجئ للبلدة الصغيرة الانتباه. لماذا تكون جنازة ذلك الشخص مهمة جدا بالنسبة للسيناتور؟ يجيب السيناتور على سؤال رئيس تحرير جريدة محلية مسترجعا ذكرياته مع توم دونوفن.

## الإنتاج
اختار فورد تصوير الفيلم بالأبيض والأسود، خلافا لأفلامه السابقة مثل كانت تلبس الأصفر (1949) والباحثون (1956). تحدث فورد عن سبب هذا الاختيار فقال: «في أفلام الأبيض وأسود، يكون المخرج حريصا جدا. عليه أن يعرف تماما ماذا يريد. عليه أن يصور الظل كما يجب. أن تكون مشاهده محكمة. كل ذلك غير موجود في الأفلام الملونة. قد يعتبرني الناس رجلا منحازا للقديم. لكني أرى أن التصوير الحقيقي يكون بالأبيض والأسود». لكن مصور الفيلم وليم كلوذير يقول: «السبب الوحيد لتصوير الفيلم بالأبيض والأسود هو أن استوديو بارامونت كان في حالة تقشف ويريد تخفيض النفقات. لا يوجد سبب آخر. وقد رضخ فورد لشروط الاستوديو».

## الاستقبال الجماهيري والنقدي
صدر الفيلم في إبريل 1962، وحقق نجاحا جماهيريا ونقديا. جمع الفيلم 8 ملايين دولار في شباك التذاكر، مقابل ميزانية قاربت 3 ملايين دولار، وكان الفيلم ال17 في ترتيب أفلام تلك السنة من حيث الإيرادات. رشح الفيلم لجائزة الأوسكار لأفضل تصميم أزياء التي قلما يترشح لها فيلم وسترن. يعد الفيلم من بين أفضل أفلام المخرج جون فورد. ويعتبر كذلك من أبرز أفلام جون وين، وفي أحد التصانيف حصل على المركز الثالث بعد فيلمي «الباحثون» (1956) و«المُسدِّد» (1976).
وقد كتب الناقد السينمائي روجر إيبرت أن كل من العشرة أفلام وسترن التي اشترك فيها «وين وفورد»: «مكتمل وممتاز عن غيره ومُقدَّم بعناية شديدة» وذكر أن هذ الفيلم بالذات «أكثرها مدعاة للتأمل والتفكير العميق». وذكر المخرج الإيطالي المعروف سرجيو ليون أن هذا الفيلم هو أفضل أفلام جون فورد، وقال: «إنه الفيلم الوحيد الذي يظهر فيه فورد متشائما».
في تصنيفات معهد الفيلم الأمريكي رشح الفيلم لثلاث فئات:
- 100 بطل وشرير:
  - توم دونوفون (قام بالدور جون وين)– رشح لقائمة الأبطال[13]
- 100 اقتباس سينمائي:
  - ماكسول سكوت (محرر الصحيفة المحلية): «إنه الغرب يا سيدي، حين تصبح الأسطورة حقيقة، نثبت الأسطورة.»[14]
- أفضل 10 أفلام:
  - رشح في قائمة أفلام الوسترن[15]

## روابط خارجية
- الرجل الذي أطلق النار على ليبرتي فالنس على موقع IMDb (الإنجليزية)
- الرجل الذي أطلق النار على ليبرتي فالنس على موقع ميتاكريتيك (الإنجليزية)
- الرجل الذي أطلق النار على ليبرتي فالنس على موقع الموسوعة البريطانية (الإنجليزية)
- الرجل الذي أطلق النار على ليبرتي فالنس على موقع روتن توميتوز (الإنجليزية)
- الرجل الذي أطلق النار على ليبرتي فالنس على موقع نتفليكس (الإنجليزية)
- الرجل الذي أطلق النار على ليبرتي فالنس على موقع قاعدة بيانات الأفلام العربية
- الرجل الذي أطلق النار على ليبرتي فالنس على موقع ألو سيني (الفرنسية)
- الرجل الذي أطلق النار على ليبرتي فالنس على موقع Turner Classic Movies (الإنجليزية)
- الرجل الذي أطلق النار على ليبرتي فالنس على موقع أول موفي (الإنجليزية)
- الرجل الذي أطلق النار على ليبرتي فالنس على موقع بوكس أوفيس موجو (الإنجليزية)